# 伯奈利
伯奈利武器股份有限公司（意大利語：Benelli Armi SpA）是意大利的枪械生產商，主要以霰弹枪著名，是伯奈利摩托车的业主於1967年创建的分公司，總部位於烏爾比諾，自2000年开始就由皮埃特罗·贝雷塔武器公司控股。

## 產品

### 霰弹枪

#### 半自动
- 伯奈利M1
- 伯奈利M2
- 伯奈利M3
- 伯奈利M4
- 伯奈利“拉斐尔”
- 伯奈利“拉斐尔”冻管舒适型
- 伯奈利“达芬奇”
- 伯奈利“超级达芬奇”
- 伯奈利“蒙特费尔特罗”
- 伯奈利“超级黑鹰”I
- 伯奈利“超级黑鹰”II
- 伯奈利“超级黑鹰”III
- 伯奈利SuperSport

#### 泵动式
- 伯奈利“新星”
- 伯奈利“超新星”

#### 双管式
- 伯奈利828U

### 步枪

#### 半自动
- 伯奈利Argo
- 伯奈利MR1
- 伯奈利R1

#### 栓动式
- 伯奈利Lupo

### 手枪
- 伯奈利MP 90S
- 伯奈利MP 95E
- 伯奈利B76
- 伯奈利“风筝”

### 冲锋枪
- 伯奈利CB-M2